# يو إف سي 95
يو إف سي 95: سانشيز ضد ستيفنسون (بالإنجليزية: UFC 95: Sanchez vs. Stevenson)‏ هو حدث لفنون القتال المختلطة نظمته يو إف سي، أُقيم في 21 فبراير 2009، على ذا أوه2 أرينا في لندن، المملكة المتحدة.